# White Hall (Arkansas)
White Hall – miasto w Stanach Zjednoczonych, w stanie Arkansas, w hrabstwie Jefferson.